# کریگ آلاردایس
کریگ آلاردایس (انگلیسی: Craig Allardyce؛ زادهٔ ۹ ژوئن ۱۹۷۵) بازیکن فوتبال اهل بریتانیا است.
از باشگاه‌هایی که در آن بازی کرده‌است می‌توان به باشگاه فوتبال منزفیلد تاون، باشگاه فوتبال پیتربورو یونایتد، باشگاه فوتبال پرستون نورث اند، باشگاه فوتبال گوانگدونگ وینروی، باشگاه فوتبال مکلسفیلد تاون، باشگاه فوتبال چورلی، باشگاه فوتبال ولینگ یونایتد، باشگاه فوتبال چسترفیلد، باشگاه فوتبال بلکپول، باشگاه فوتبال بوستون یونایتد، و باشگاه فوتبال نورتویچ ویکتوریا اشاره کرد.